# 三ヶ日町福長
三ヶ日町福長（みっかびちょうふくなが）は静岡県浜松市浜名区の大字。住居表示未実施。

## 地理
浜松市浜名区の西部に位置する。東で三ヶ日町只木、西で三ヶ日町平山、南で三ヶ日町岡本及び三ヶ日町摩訶耶、北で愛知県新城市中宇利（大幡・岡・雁津・曽根川南・福津）と接する。

### 河川
- 川名宮川
- 楠木川（楠ノ木川）
- 釣橋川

## 歴史

### 沿革
- 1889年（明治22年）4月1日 - 町村制の施行により、引佐郡村が周辺の村と合併して引佐郡西浜名村となる[WEB 7]。
- 1922年（大正11年）5月1日 – 西浜名村が町制施行して三ヶ日町となる。
- 1955年（昭和30年）4月1日 – 三ヶ日町が東浜名村と新設合併し、改めて三ケ日町となる。
- 2005年（平成17年）7月1日 – 三ケ日町外10市町村が浜松市に編入される。大字福長から三ケ日町福長へ住所表記が変更となる。
- 2007年（平成19年）4月1日 - 浜松市が政令指定都市となる。三ヶ日町福長は北区の一部となる。
- 2024年（令和6年）1月1日 - 浜松市の行政区再編により、三ヶ日町福長は浜名区の一部となる。

## 施設
- 東名高速道路三ヶ日JCT
- みかんの里資料館
- 三ヶ日交通公園
- 三ヶ日長根簡易郵便局
- 富士カーボン製造所 浜名湖工場
- ユニクラフトナグラ 第6工場・第7工場
- 高野山真言宗 瑠璃山 大福寺

## 交通

### バス
- 浜松市三ヶ日地域バス（三ヶ日オレンジふれあいバス）北線（浜松バスに委託）
  - 大福寺・大福寺コミュニティセンター・長根橋・長根コミュニティ防災センター・みかんの里資料館に停留所が設置されている。
  - 総合福祉センターを起終点として便によってルートが異なる。

### 道路
- 東名高速道路
- 新東名高速道路引佐連絡路
- 国道301号
- 静岡県道68号浜北三ヶ日線
- 静岡県道308号鳳来三ヶ日線

## その他

### 学区
小学校・中学校の学区は以下の通りである。
| 番・番地等                                                   | 小学校                 | 中学校               |
| ------------------------------------------------------------ | ---------------------- | -------------------- |
| 6番地～568番地、570番～586番地の16、586番地の18～695番地の28 | 浜松市立三ヶ日西小学校 | 浜松市立三ヶ日中学校 |
| 713～1400番地まで                                            | 浜松市立平山小学校     | 浜松市立三ヶ日中学校 |

### 警察
警察の管轄区域は以下の通りである。
| 番・番地等 | 警察署     | 交番・駐在所 |
| ---------- | ---------- | ------------ |
| 全域       | 細江警察署 | 三ヶ日町交番 |

### 消防
消防の管轄区域は以下の通りである。
| 番・番地等 | 消防署   | 本署/出張所  |
| ---------- | -------- | ------------ |
| 全域       | 北消防署 | 三ヶ日出張所 |

### WEB
1. ↑  “h02_22.csv”.   総務省 (2022年2月10日). 2024年8月23日閲覧。
2. ↑  “静岡県浜松市北区三ヶ日町福長 (221350560)｜国勢調査町丁・字等別境界データセット”.   人文学オープンデータ共同利用センター. 2024年11月5日閲覧。
3. ↑  “静岡県 浜松市浜名区 三ヶ日町福長の郵便番号 - 日本郵便”.   日本郵便. 2024年8月23日閲覧。
4. ↑  “市外局番の一覧”.   総務省 (2022年3月1日). 2024年8月23日閲覧。
5. ↑  “事業所案内及び管轄地域（事務所3件、分室3件）”.   一般社団法人静岡県自動車会議所. 2024年8月23日閲覧。
6. ↑  “住居表示実施状況／浜松市”.   浜松市 (2024年1月4日). 2024年8月23日閲覧。
7. ↑  “historyofcities.pdf”.   静岡県総務部合併推進室・財団法人静岡県市町村振興協会. 2024年10月15日閲覧。
8. ↑  “学校名から探す／浜松市”.   浜松市 (2024年1月1日). 2024年8月23日閲覧。
9. ↑  “三ヶ日町交番｜静岡県警察”.   静岡県警察 (2024年1月1日). 2024年8月23日閲覧。
10. ↑  “消防署の町別管轄「み」／浜松市”.   浜松市 (2024年3月21日). 2024年8月23日閲覧。